# Avepoda
Avepoda (“pies de ave”) es un clado de dinosaurios saurisquios terópodos nombrado por Gregory S. Paul en 2002, incluye a todos los terópodos en los cuales el metatarsiano I no entra en contacto con los tarsales distales, o descienden de tales terópodos, y pertenecieron al clado que incluye Neotheropoda. Paul Sereno lo considera como sinónimo de Neotheropoda.